# 科維爾 (伊利諾伊州)
科維爾（英語：Covell）是位於美國伊利諾伊州麥克萊恩縣的一個非建制地區。該地的面積和人口皆未知。

## 地理
科維爾的座標為40°26′34″N 89°06′30″W / 40.44278°N 89.10833°W，而該地的平均海拔高度為214米（即702英尺）。